# Jacopo da Bologna
Jacopo da Bologna (nacido antes de 1340, fallecido en 1386) fue un compositor italiano perteneciente a la corriente del Ars nova, conocido especialmente por sus madrigales. Sus obras figuran destacadamente en el Codex Squarcialupi y también aparecen en la recopilación conocida como Manuscrito de Londres. Uno de sus madrigales, Non al suo amante (c. 1350) es la única composición contemporánea a Petrarca en la que se pone música a un texto del poeta italiano. La obra más conocida de Bologna, Fenice fu, fue compuesta hacia 1360. 
No se conocen muchos detalles de su vida y se ignora si se formó en alguna escuela monástica o en la propia Universidad de Bolonia. Trabajó para la familia Visconti en Milán en la década de 1340 y en el decenio siguiente lo hizo para Mastino II della Scala en Verona.
Jacopo da Bologna también escribió un tratado sobre teoría musical: L'arte del discanto misurato, donde muestra influencias de la teoría notacional francesa. También fue poeta, como se deduce de los textos autobiográficos de sus madrigales Io me sun un che, Oselleto salvazo o Vestìse la cornachia.